# بیماری‌شناسی گیاهی

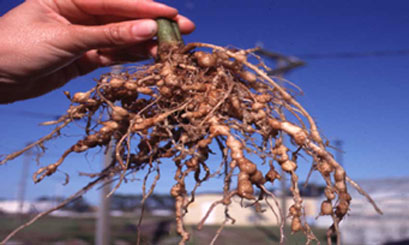
بیماری‌شناسی گیاهی

بیماری‌شناسی گیاهی یا آسیب‌شناسی گیاهی، (به انگلیسی: Plant Pathology) یا (به انگلیسی: Phytopathology)، شاخه‌ای از علوم مرتبط با کشاورزی است که به دنبال گردآوری دانش و اطلاعات مربوط به عوامل آسیب‌رسان گیاهی مربوط به بیماری‌های گیاهی و تشخیص و شناسایی و مدیریت یا کنترل آن‌ها می‌پردازد. بیماری‌های گیاهی اغلب توسط قارچ ها، باکتری‌ها، ویروس ها و یا نماتد ها به وجود می‌آید و باعث آسیب به اندام های گیاهی، ضعیف شدن گیاه، کاهش محصول و خسارت به کشاورز و باغدار می‌شود.
از آنجایی که علم بیماری‌شناسی با انبوهی از چندین جلد کتاب با محتوای اسم‌های لاتین علمی و سیکل زیستی بیماری‌زا و علائم بیماری مرتبط بوده و برای کنترل آن‌ها نیز استفاده از سموم حکم دارو برای گیاه را دارد و یک گیاهپزشک می‌بایستی همزمان به تمام این مطالب مسلط باشد. در نتیجه علاوه بر مهارت‌های لازم برای کارهای عملی و آزمایشگاهی حافظه قوی و استدلال قوی از فاکتور ضروری دانش آموختگان این رشته‌است.
شگردها و تست‌های مختلف آزمایشگاهی مربوط به شناخت بیماری‌ها و تشخیص آن‌ها بسیار پیچیده‌تر از آفات و حشرات می‌باشد. چراکه مطالعات و آزمایش‌های مربوطه همگی بر روی جاندارانی است که با چشم غیر مسلح قابل رویت نیستند و میکروسکوپی هستند. علم بیماری‌شناسی نیز اهمیت ویژه ای در فیلد انسانی به منظور تولید دارو از طریق پروکاریوت‌ها و باکتری‌های مفید و قارچ‌های مخمری و… دارد و ارتباطی تنگانگ با شاخه‌های انسانی دارد. در سایر کشورها نیز مطالعاتی بین رشته‌ای در رشته‌های بیماری‌های انسانی و گیاهی انجام شده و افراد علاقه‌مند و متخصص در علم بیماری می‌توانند روی شاخه‌های انسانی فعالیت خود را ادامه دهند. از جمله تولید آنتی‌بیوتیک تولید دارو برای بیماری‌های سرطان و حتی فعالیت روی عوامل بیماری‌زای انسانی (مانند قارچی، ویروسی و باکتریای)
ثئوفراستوس دانشمند و فیلسوف یونانی اولین مطالعات و نوشته‌ها را در مورد بیماری‌های گیاهی دارد. در مورد تحقیقات اولیه در مورد بیماری‌شناسی گیاهی می‌توان ب آزمایش تیلت فرانسوی ۱۷۷۵ اشاره کرد که هاگ‌های سیاه‌رنگ خوشه‌های آلوده به سیاهک پنهان گندم را روی دانه‌های سالم گندم پاشید و سپس آن‌ها را کاشت و ملاحظه کرد که خوشه‌های جدید نیز آلودگی نشان دادند.
علم گیاه پزشکی در زمینهٔ علومی مانند زیست‌فناوری پزشکی و علوم یاخته‌ای نیز فعالیت دارد. برای مثال تولید انسولین در درختان به به‌کارگیریِ باکتری مولد غده در درختان نشان از کاربرد این علم در زمینه بیوتکنولوژی می‌باشد.
همچنین مطالعه قارچ‌ها از جمله قارچ‌های فرصت‌طلب که در جانوران و گیاهان ایجاد بیماری می‌کند نشان از اهمیت این دانش دارد. اکنون در ایران غلامحسین شهیدی به واسطه خدماتی که در زمینه پیشبرد این علم در ایران انجام داده به عنوان چهره مطرح این علم شناخته می‌شود.
همه گیاهان به بیماریهای گوناگونی مبتلا می‌شوند و دسته‌بندی آن‌ها امری ضروری می‌باشد که به چندین روش این کار صورت می‌گیرد:

### الف. بر اساس علائم بیماری‌زا
1. پوسیدگی ریشه
2. پژمردگی Wilt
3. لکه‌برگی یا Leaf spoot
4. شانکر Chanker
5. آتشک
6. لکه سیاه Scab
7. مینای زرد
8. ویروس موزائیک تنباکو
9. زنگار (قارچ)
10. سیاهک (بیماری)
11. زغالک

### ب. بر اساس اندام گیاهی آلوده
1. بیماری‌های پوسیدگی ریشه
2. بیماری‌های ساقه
3. بیماری‌های برگی
4. بیماری‌های میوه Fruit Disease

### پ. بر اساس نوع گیاه آلوده
1. بیماری گیاهان زراعی
2. بیماری درختان میوه
3. بیماری گیاهان چمنی
4. بیماری سبزیجات
5. بیماری درختان جنگلی
6. بیماری گیاهان زینتی

### ت. بر اساس نوع عامل بیماری‌زا
1. بیماری‌های ناشی از قارچ‌ها
2. بیماری‌های ناشی از پروکاریوت‌ها
3. بیماری‌های ناشی از ویروس‌ها و ویروئیدها
4. بیماری‌های ناشی از کرم‌های لوله‌ای
5. بیماری‌های ناشی از تک‌یاختگان آغازی
6. بیماری‌های ناشی از گیاهان انگل‌دار

### ث. بر اساس عوامل غیر زنده
1. سرما یا گرما
2. کمبود یا بیشبودِ رطوبت
3. کمبود و بیشبود نور
4. نبودِ اکسیژن
5. کمبود عناصر غذایی
6. اسیدی یا قلیایی بودن خاک
7. مسمومیت ناشی از مواد معدنی

## مثالهایی از بیماری‌های گیاهی
1. بیماری پوسیدگی فوزاریومی
2. بیماری ناخنک
3. جرب معمولی سیب زمینی
4. زنگ زرد گندم
5. زنگ سیاه گندم
6. زنگ قهوه ای گندم
7. سیاهک آشکار گندم
8. سیاهک پنهان گندم
9. سیاهک پاکوتاه گندم
10. سیاهک برگی گندم
11. سفیدک سطحی گندم
12. پوسیدگی خوشه یا بلایت گندم
13. لکه سفید برگ گندم
14. خوشه صمغی
15. بوته‌میری جالیز
16. بلاست برنج
17. شیت بلایت برنج
18. سفیدک سطحی چغندر
19. سفیدک داخلی چغندر
20. لکه گرد برگ چغندر
21. زنگ چغندر
22. پوسیدگی بنفش چغندر
23. پوسیدگی فیوزاریم
24. نماتد چغندر
25. ویروس پیچیدگی برگ چغندر
26. سفیدک داخلی تنباکو
27. ویروس موزاییک تنباکو
28. ساقه سیاه تنباکو
29. پژمردگی ورتیسلیم پنبه
30. باکتری ساقه سیاه پنبه
31. بوته میری پنبه
32. سفیدک داخلی یونجه
33. لکه قهوه‌ای یونجه
34. لکه آجری برگ چغندر
35. سفیدک سطحی یونجه و شبدر
36. ویروس موزاییک یونجه
37. لکه سیاه شیدر
38. سفیدک داخلی آفتابگردان
39. زنگ آفتابگردان
40. پوسیدگی طبق آفتابگردان
41. بوته میری آفتابگردان
42. سفیدک داخلی سویا
43. لکه ارغوانی سویا
44. بوته میری سویا
45. ویروس موزاییک سویا
46. بوته میری سیب‌زمینی
47. سفیدک داخلی سیب‌زمینی
48. لکه موجی سیب‌زمینی
49. ویروس X سیب‌زمینی
50. ویروس Y سیب‌زمینی
51. آتشک سیب و گلابی (عامل بیماری Erwinia amylovora)
52. سپتوریوز گندم (Zymoseptoria tritici)
53. فوزاریوم سنبله گندم (Fusarium head blight)
54. سیاهک ذرت
55. سرطان مو
56. نماتد ریشه گرهی گوجه‌فرنگی (Meloidogyne javanica)